# Poliartrite
Per poliartrite si intende un'infiammazione che interessa più di 4 articolazioni contemporaneamente (viceversa, viene chiamata oligoartrite).
Può essere un processo transitorio che si risolve senza conseguenze (ad esempio nella febbre reumatica) o un fenomeno cronico con malformazioni delle aree colpite, come nell'artrite reumatoide e in altre malattie degenerative delle ossa o del tessuto connettivo.

## Cause
La poliartrite ha spesso una eziologia autoimmune, come nel caso di artrite reumatoide, amiloidosi, artrite psoriasica e lupus eritematoso. La poliartrite può anche essere causata da un'infezione di alphavirus come il virus Chikungunya e il virus del fiume Ross. Tale condizione è definita sindrome poliartritica da alfavirus. Il Sindbis virus, che è endemico nel Nord Europa, in Africa, nel Medio Oriente e in Australia, è la più diffusa delle infezioni che causano poliartrite, anche se la presentazione è generalmente lieve o asintomatica.

## Sintomi e decorso clinico
La poliartrite si può associare con edema bilaterale degli arti inferiori, dolore e gonfiore delle articolazioni.
La sindrome poliartritica da alfavirus ha un periodo di incubazione che varia da 3 a 21 giorni, a seconda del virus specifico e può avere un esordio graduale o improvviso caratterizzato, in alcuni casi, di febbre, artralgia, cefalea, linfoadenite e congiuntivite. Un rash maculopapulare può presentarsi a 4-8 giorni dopo l'insorgenza dei sintomi e può essere accompagnato da un aumento della febbre. Dolori articolari associati a questa condizione possono ripresentarsi fino a molti mesi dopo l'esordio della malattia iniziale, per un massimo di un anno.